# Polyrhachis tragos
Polyrhachis tragos é uma espécie de formiga do gênero Polyrhachis, pertencente à subfamília Formicinae.